# 그뢰브너 부채
계산 대수학에서 다항식 환 안의 이데알의 그뢰브너 부채는 그뢰브너 기저 이론의 개념이다. 이는 해당 그 이데알에 대한 서로 다른 단항 순서들에 해당하는 원뿔들로 구성된 부채로 정의된다. 이 개념은 1988년 모라와 로비아노에 의해 소개되었다. 결과는 베이어와 모리슨이 저널의 같은 호에 발표한 결과보다 약한 버전이다. 그뢰브너 부채는 현재 활발히 연구되는 열대 기하학 분야의 기반이다. 그뢰브너 부채의 구현 중 하나는 후쿠다 등의 논문을 기반으로 한 Gfan이다. 이는 Singular, Macaulay2, CoCoA와 같은 일부 컴퓨터 대수 프로그램에 포함되어 있다.

## 같이 보기
- 그뢰브너 기저
- 열대 기하학